# Dubai World Trade Centre
Dubai World Trade Centre (DWTC) (arab. مركز التجارة العالمي دبي) – biznesowy kompleks w Dubaju w Zjednoczonych Emiratach Arabskich wybudowany przez szejka Rashida bin Saeed al Maktouma. 
Kompleks składa się z wybudowanej w 1979 roku wieży, ośmiu sal wystawowych, Dubai International Convention Centre oraz apartamentów. 39-piętrowy budynek wznosi się na wysokość 149 m i większość z jego pięter jest handlowa. Gdy wieżowiec został ukończony, był najwyższym budynkiem w Dubaju. Wizerunek budynku znajduje się na banknocie o wartości 100 dirhamów z 2003 roku.